# The Unforgiving
The Unforgiving Er det femte studiealbum fra det hollandske Goth metal/symphonic rockband Within Temptation, udgivet af Roadrunner Records den 25. marts, 2011.

## Spor
1. "Why Not Me" 0:34
2. "Shot in the Dark" 5:02
3. "In the Middle of the Night" 5:11
4. "Faster" 4:23
5. "Fire and Ice" 3:57
6. "Iron" 5:41
7. "where Is the Edge" 3:49
8. "Sinéad" 4:23
9. "Lost" 5:14
10. "Murder" 4:16
11. "A Demon's Fate" 5:30
12. "Stairway to the Skies" 5:32

## Medvirkende
- Sharon den Adel – sanger
- Robert Westerholt – guitar
- Ruud Jolie – guitar
- Martijn Spierenburg – keyboard
- Jeroen van Veen – bas